# Gläserne Manufaktur

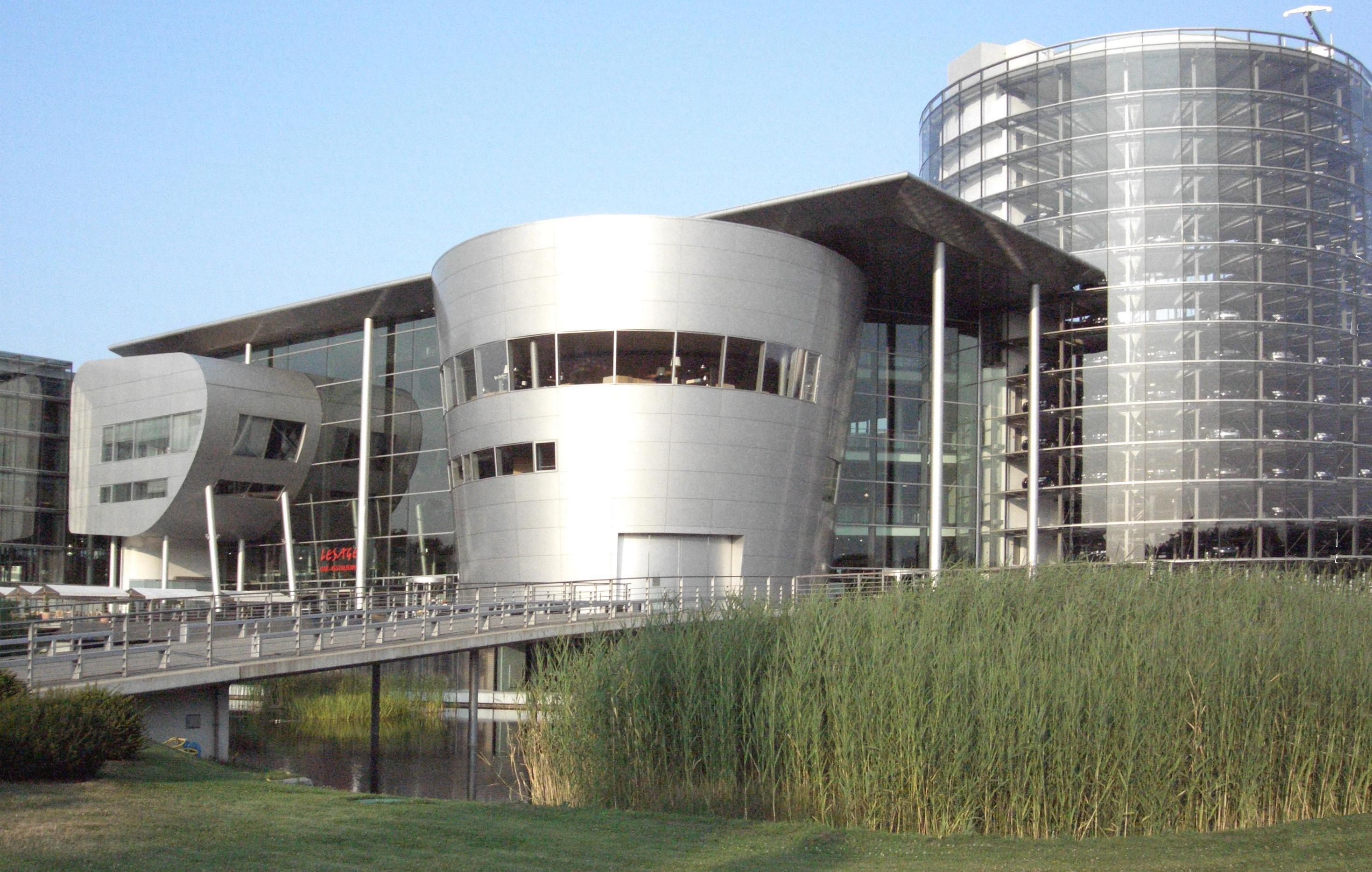
La Gläserne Manufaktur de Volkswagen en Dresde.

La Gläserne Manufaktur (Fábrica de Cristal) es una fábrica de automóviles de la firma Volkswagen en Dresde, Alemania. Fue diseñada por el estudio de arquitectos muniqués de Gunter Hehn. La primera piedra se colocó a mediados de 1999 y fue inaugurada oficialmente el 11 de diciembre de 2001. La fábrica fue planificada para la construcción del Volkswagen Phaeton y debía ofrecer a los clientes y visitantes una visión del funcionamiento de la misma. En ella se realiza sólo el montaje final del automóvil a partir de las piezas procedentes de otras fábricas.
El vestíbulo de la fábrica puede ser utilizado con diferentes fines. En 2002, debido a la inundación que afectó a la Semperoper, la representación de Carmen - eine Version (basada en la obra de Georges Bizet) fue llevada a cabo durante un mes en la Gläserne Manufaktur.
Junto a la entrada, la fábrica cuenta con un restaurante y bar abiertos al público.

## Construcción polémica
En la fase de planteamiento de la fábrica fue polémica la elección de su emplazamiento, puesto que está situada a 1,5 km del centro histórico barroco y dentro del recinto del Großer Garten y especialmente por razones medioambientales. Se criticaba el incremento de tráfico pesado que provocaría la fábrica en el centro de la ciudad. Como solución a este problema Volkswagen propuso que un tranvía, CarGoTram, fuera el único transporte que suministrara a la fábrica. En efecto el tranvía lleva los suministros desde las afueras de la ciudad a la fábrica, a excepción de las carrocerías, que son llevadas en camiones debido a sus dimensiones.
Las protectoras de animales se quejaban de que los pájaros podrían chocar contra los grandes paneles de cristal con los que se iba a construir. Sin embargo, esto no ha sido un problema después de su finalización.
También se produjeron quejas con respecto al estilo arquitectónico elegido. Se decía que un edificio tan moderno rompería con el entorno barroco de Dresde.
Una iniciativa ciudadana recaudó 17.600 firmas contra la fábrica, sin embargo esta no fue una cantidad suficiente para impedir su construcción.

## Poca demanda del Phaeton
Desde 2005 también se monta en la fábrica el modelo Bentley Continental Flying Spur que también pertenece al grupo Volkswagen. Esto se debe a que la demanda del Phaeton, menor de la esperada, no da suficiente trabajo a la fábrica.

## Galería de fotos

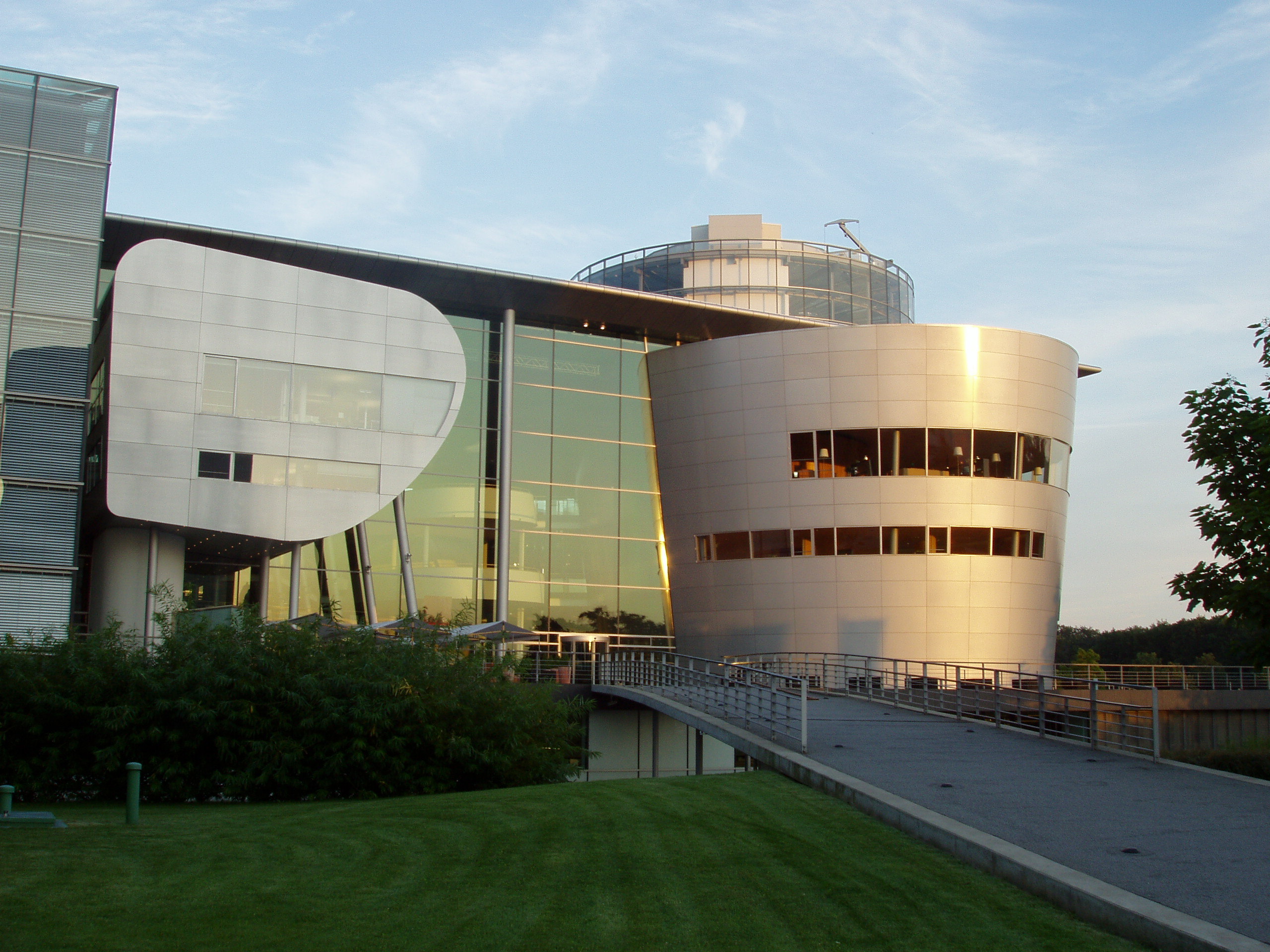
Vista de la entrada de visitantes y la cafetería (a la derecha)
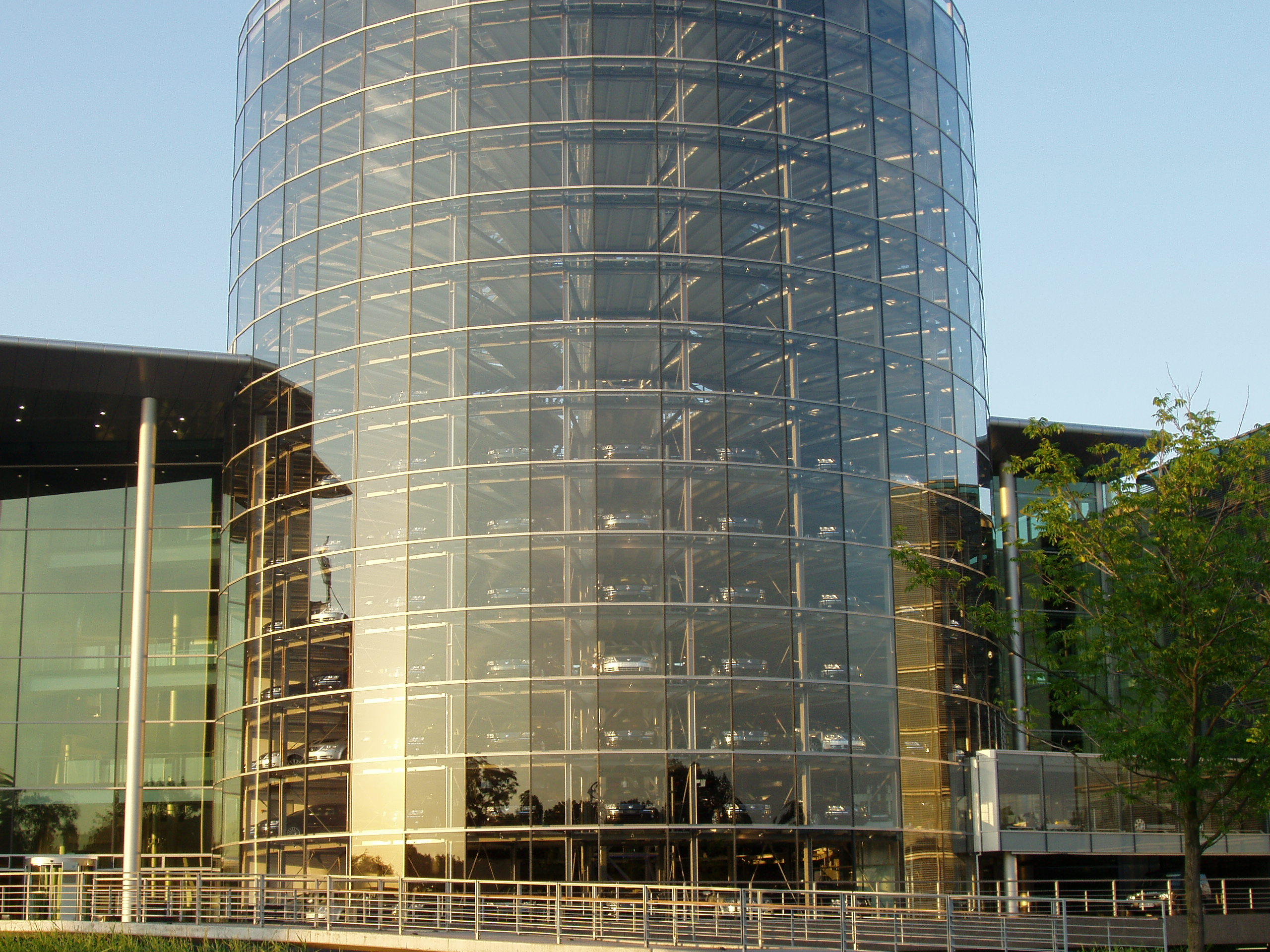
Torre donde se almacenan los vehículos acabados
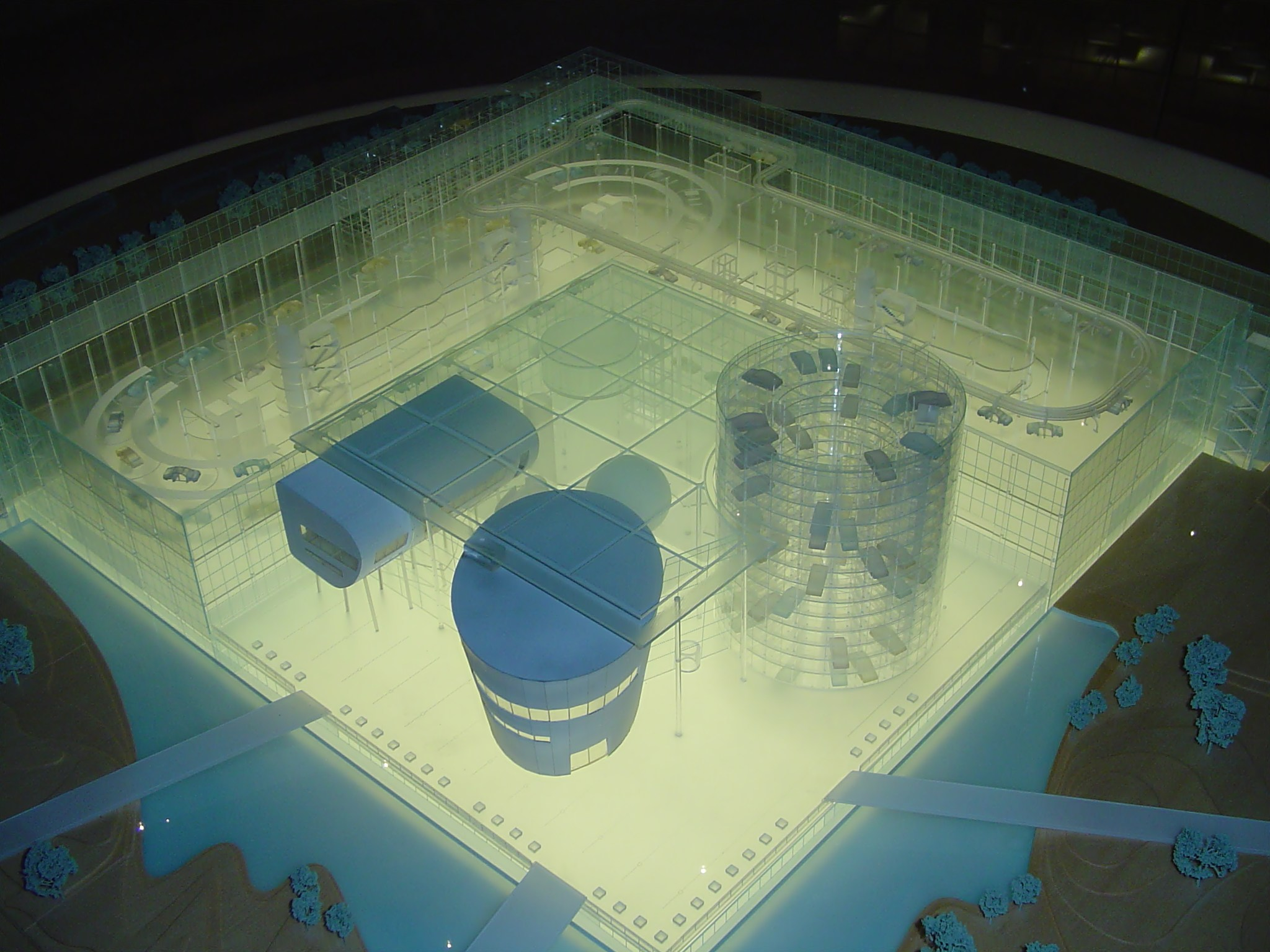
Maqueta de la fábrica
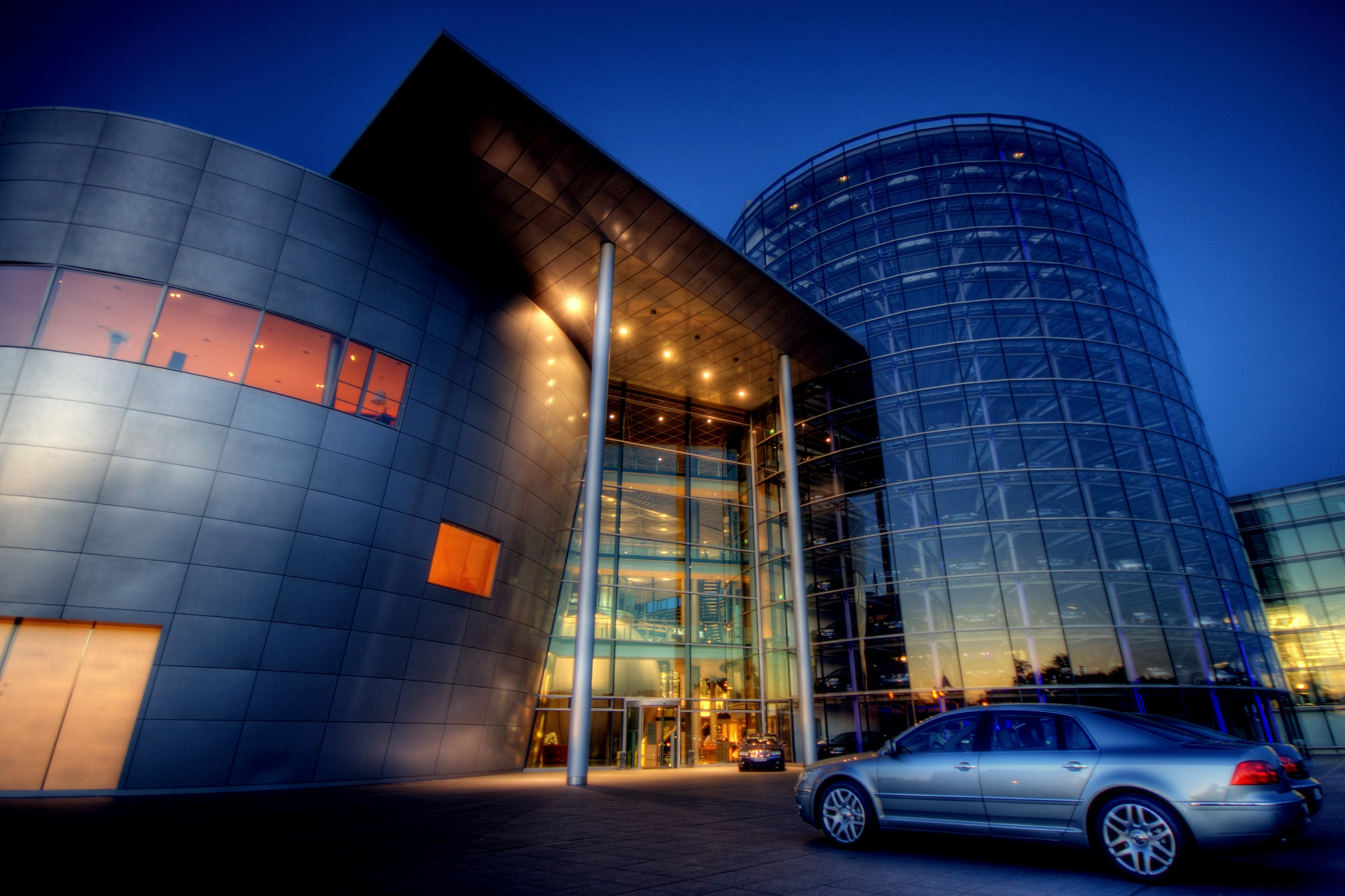
La fábrica de noche
Situación de la fábrica en el Großer Garten
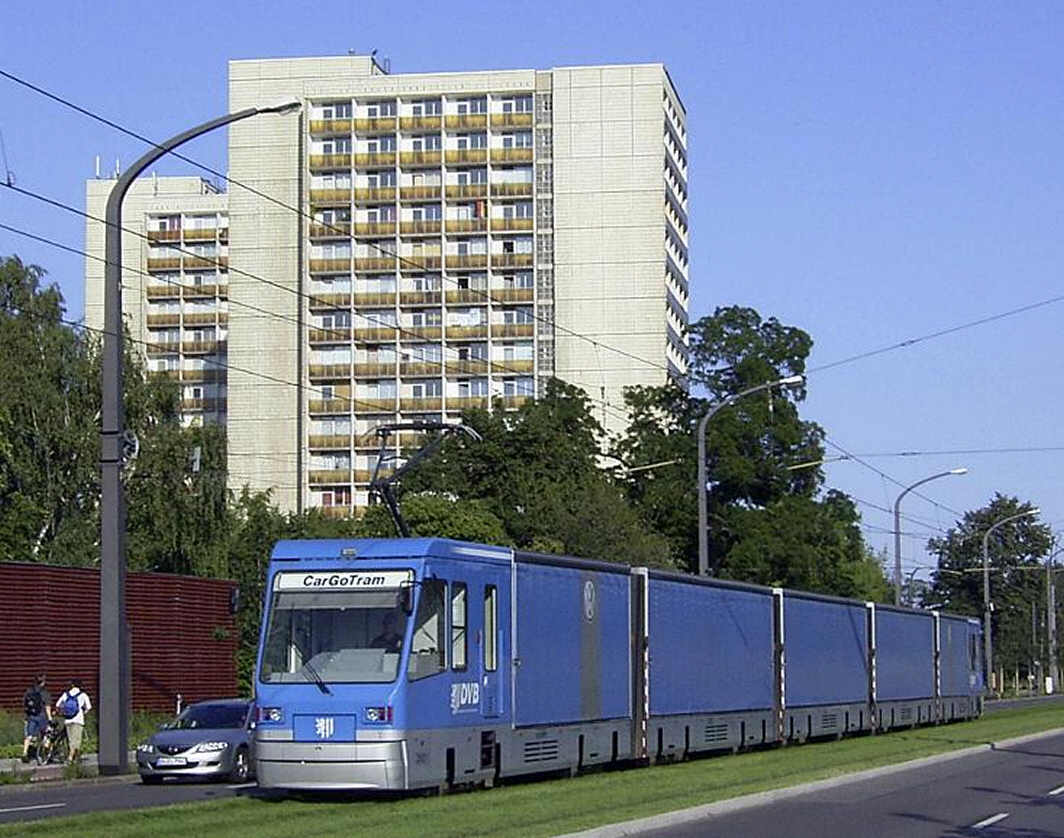
CarGoTram: Tranvía de transporte de suministros
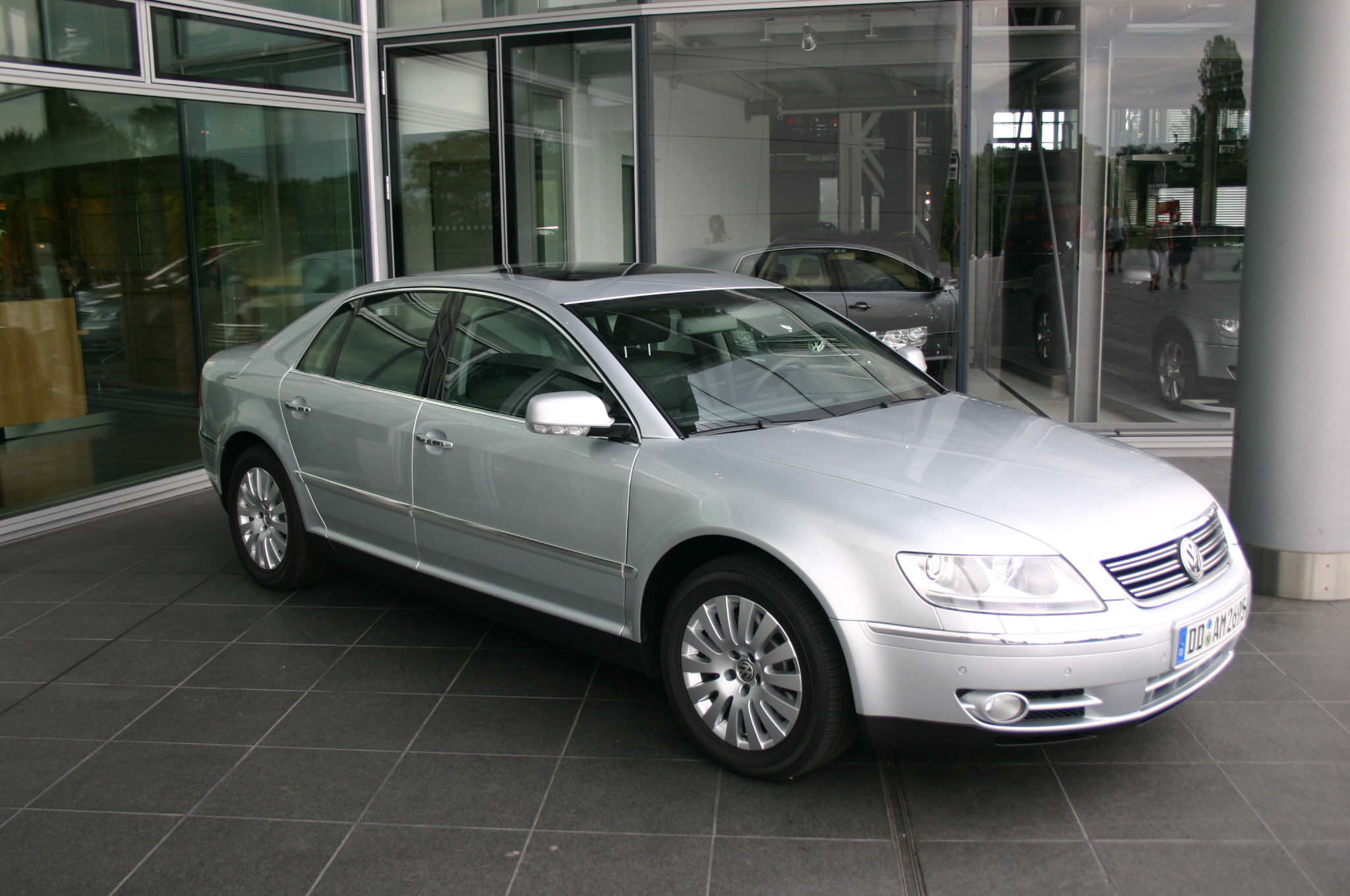
VW Phaeton
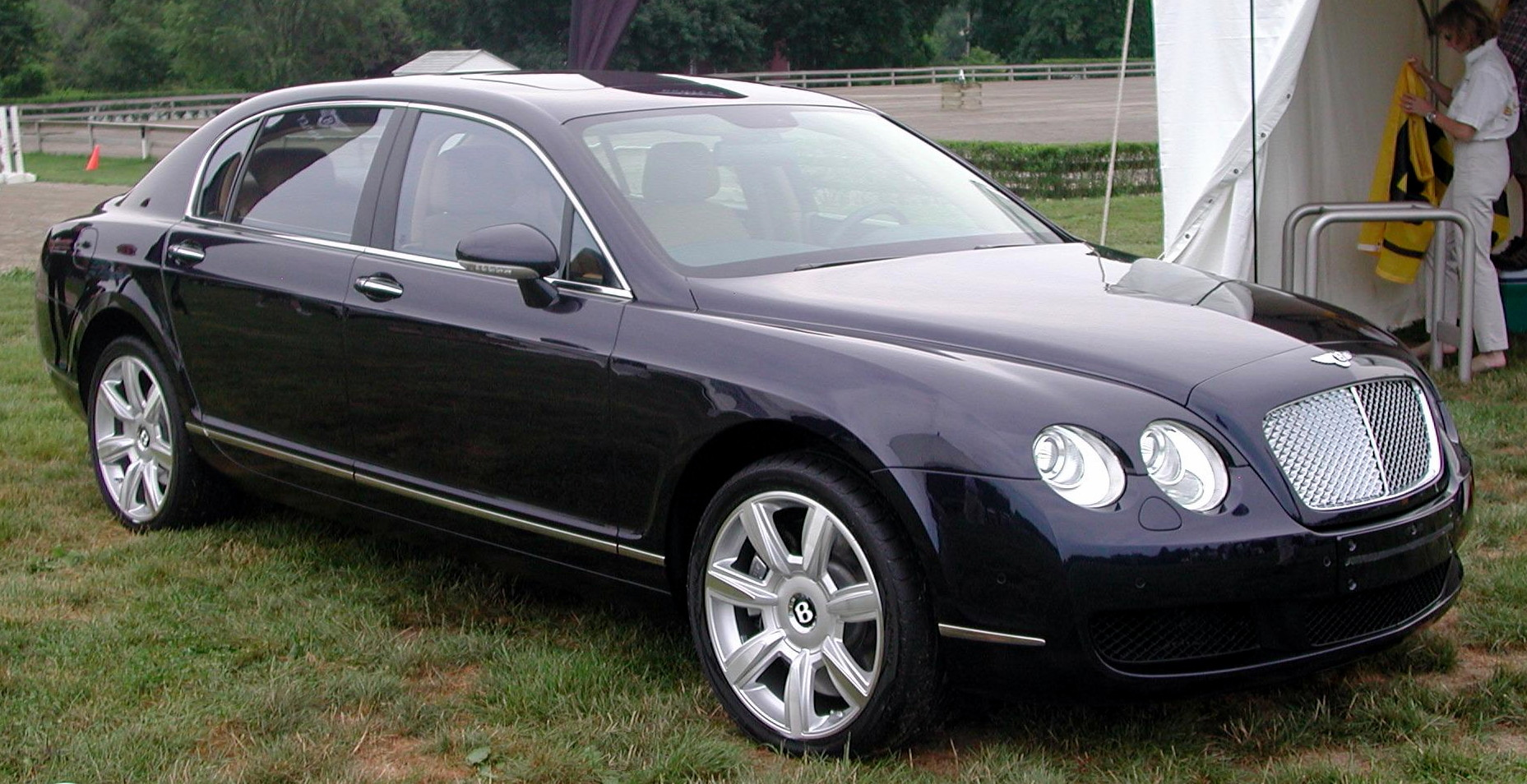
Bentley Flying Spur